# Iglesia de Santa María Reina (Barcelona)
La iglesia de Santa María Reina se encuentra en el barrio de Pedralbes, en el distrito de Les Corts de Barcelona. Inicialmente, debía ser una filial del monasterio de Montserrat, por lo que se llamó Nuestra Señora de Montserrat. Fue proyectada por el arquitecto paisajista Nicolás María Rubió Tudurí en estilo neorrenacentista, con una fuerte influencia brunelleschiana. Está declarada como bien cultural de interés local (BCIL).

## Historia y descripción
La construcción fue financiada por los albaceas de Josep Nicolau d'Olzina (1841-1924), que sugirieron el estilo renacentista, sin duda como reflejo del clasicismo novecentista de moda en la época. Las obras, iniciadas en 1926, fueron interrumpidas por el estallido de la Guerra Civil, por la cual Rubió tuvo que exiliarse, siendo finalizadas en los años 1950 por Raimundo Durán Reynals.
El conjunto está integrado por la iglesia, que está flanqueada por dos claustros, además de un campanario y varios edificios anexos, convertidos actualmente en un instituto de bachillerato. La iglesia tiene planta de cruz latina, con una nave de bóveda de cañón, inspirada en la Capilla Pazzi de Brunelleschi, y cúpula semiesférica con tambor octogonal —inspirada en el baptisterio de San Juan de Florencia—, con un ábside semicircular en la parte posterior. En 1996 fueron reformados el presbiterio y el altar principal. En su parte izquierda tiene una capilla mortuoria con planta de cruz griega y nueva cúpula semiesférica. El campanario está inspirado en el famoso campanile de Venecia.
El pórtico de entrada tiene forma de arco de medio punto, rematado por un frontón triangular, y está decorado con pinturas de Josep Obiols, realizadas entre 1950 y 1951: la central, sobre la puerta de entrada, está dedicada a la Asunción de la Virgen; en las lunetas laterales se encuentran representaciones de Santa Eulalia y San Jorge, patrones de Barcelona y de Cataluña, respectivamente.

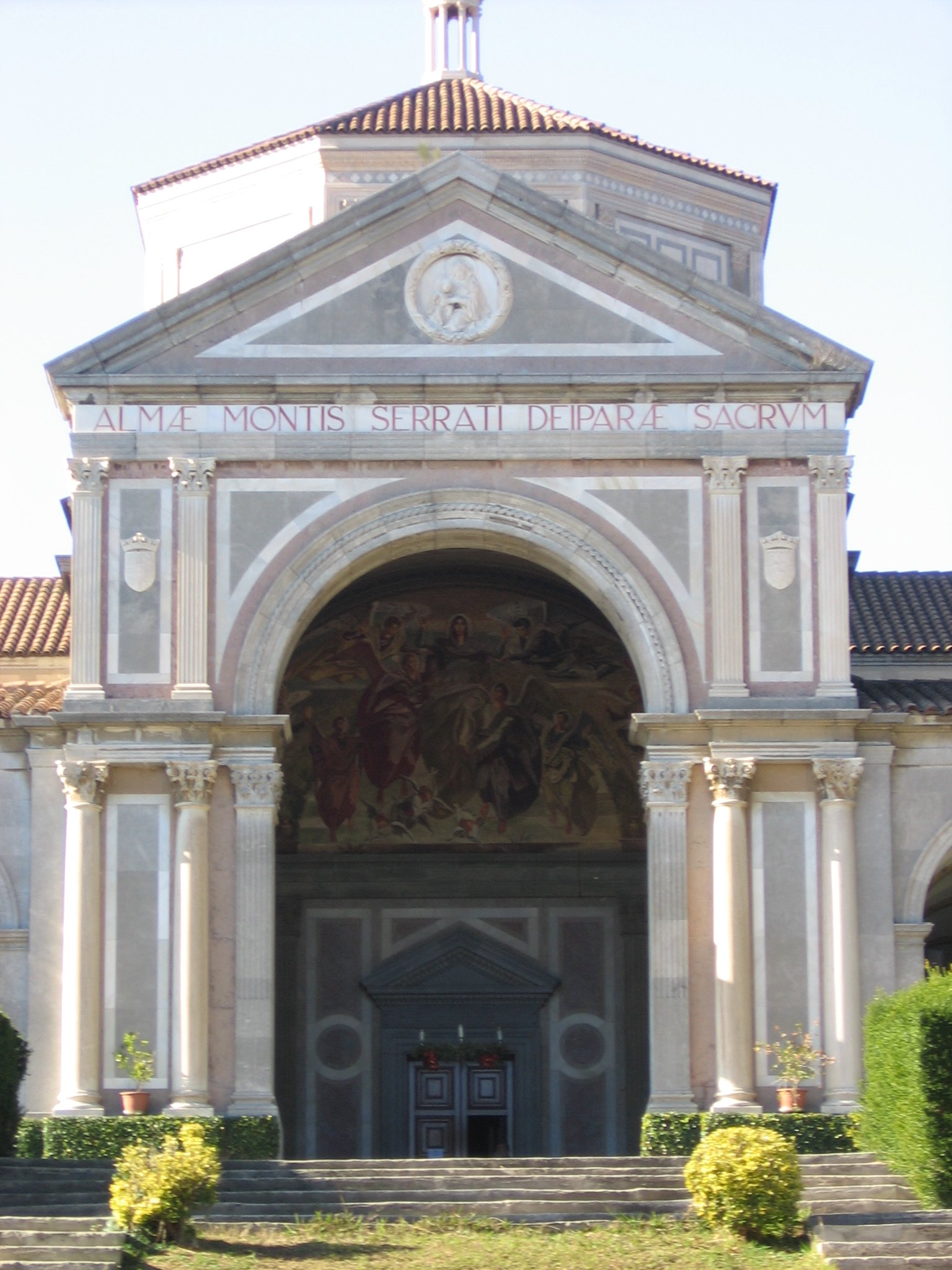
Nártex de entrada.
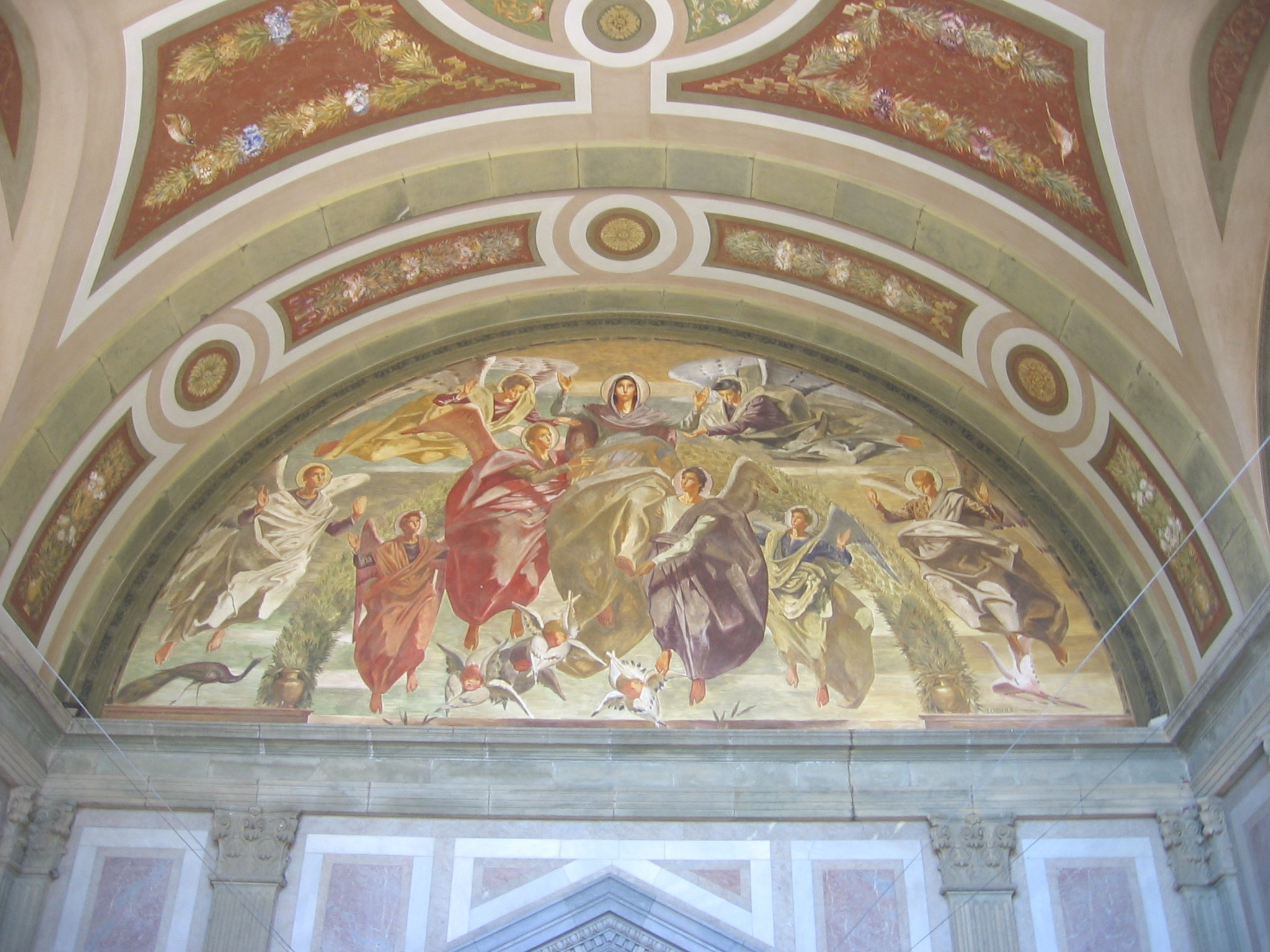
Asunción de la Virgen, de Josep Obiols, en el pórtico de entrada.
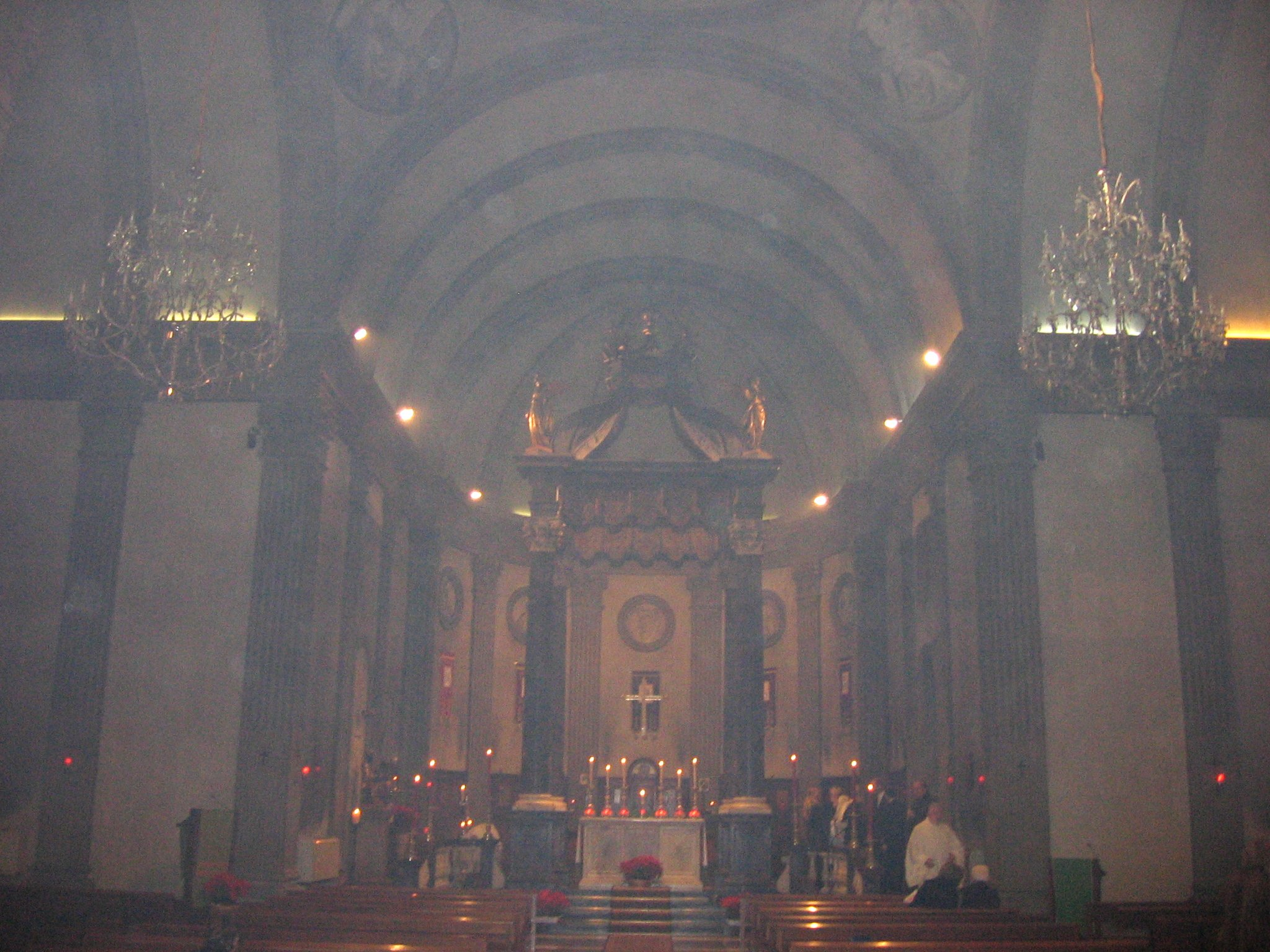
Interior de la iglesia.
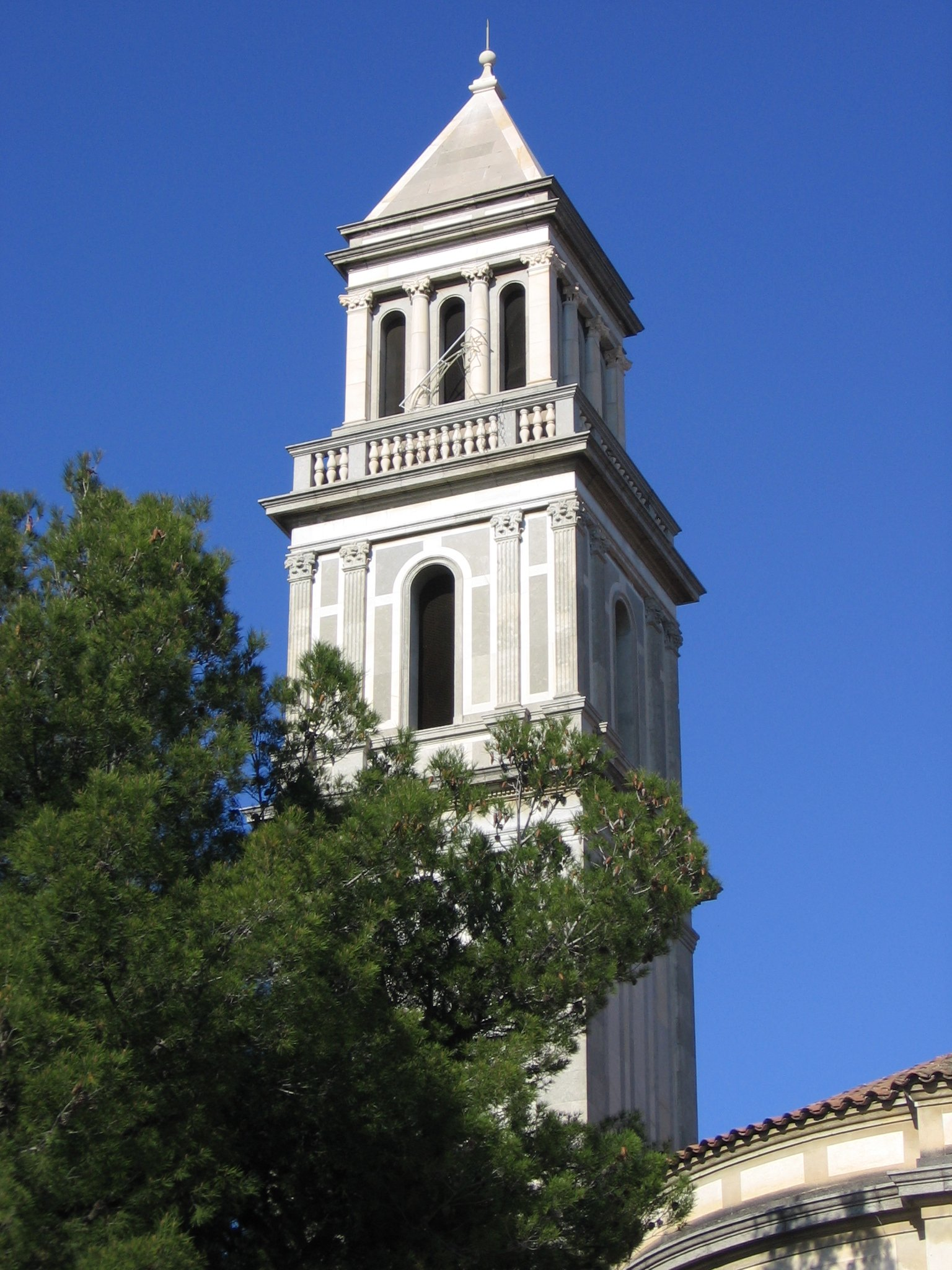
Campanario.